# Brett Maron
Brett Elizabeth Maron (Billerica, Massachusetts, 2 juni 1986) is een Amerikaans keeper in het betaald voetbal. Ze verruilde in 2013 Valur Reykjavík voor Kristianstads DFF.

## Clubcarrière
| Jaar  | Club                   |
| ----- | ---------------------- |
| 2007  | Soccerplus Connecticut |
| 2008  | Fram                   |
| 2009  | Kristianstads DFF      |
| 2010  | Atlanta Beat           |
| 2011  | magicJack              |
| 2012  | Valur Reykjavík        |
| 2013- | Kristianstads DFF      |